# Rousseau giudice di Jean-Jacques
Rousseau giudice di Jean-Jacques (titolo originale francese: Rousseau juge de Jean-Jacques) è un'opera autobiografica di carattere filosofico che lo scrittore e filosofo ginevrino Jean-Jacques Rousseau compose tra il 1772 e il 1776 e che venne pubblicata postuma tra il 1780 e il 1782. È scritta in forma dialogica, ed è perciò nota anche con il titolo di Dialoghi (Dialogues).

## Inquadramento dell'opera
Rousseau giudice di Jean-Jacques (un testo che si colloca nella produzione tarda di Rousseau, che era nato nel 1712 e che sarebbe morto nel 1778) si pone come un'opera in cui l'autore tenta da un lato di presentare la sua riflessione filosofica e la sua vita in una visione complessiva coerente e unitaria e dall'altro lato di difendere la sua condotta dalle critiche (spesso molto aspre, ma anche esagerate dalla crescente attitudine paranoica di un Rousseau ormai anziano) dei suoi detrattori.
Per lo stesso scopo erano state composte, alcuni anni prima, Le confessioni. Alcuni commentatori sottolineano l'elemento paradossale che sottende la stesura di queste opere, in qualche modo volte a giustificare e difendere un Rousseau che sosteneva di non tenere più in alcun conto l'opinione degli uomini.

## Contenuto
L'opera Rousseau giudice di Jean-Jacques è composta da tre dialoghi tra due interlocutori, "Rousseau" (che rappresenta l'autore come sarebbe se non avesse scritto nessuna delle sue opere) e "un francese" (che fa semplicemente da controparte nella discussione); essi parlano di "Jean-Jacques", che corrisponde al Rousseau storico in quanto autore di opere filosofiche e letterarie molto controverse e spesso aspramente condannate.
In tal modo Rousseau – descrivendo le sue opere, la sua carriera e il suo stesso pensiero come se fossero quelli di qualcun altro – si sottopone a un esame di sé stesso il cui esito è per lo più quello di un'apologia, o anche di un aperto elogio. Due sono gli elementi principali che emergono da queste istanze:
- In primo luogo, il sentimento di Rousseau di essere perseguitato ingiustamente dall'opinione pubblica per colpe che non gli corrispondono, di essere tradito, calunniato e denigrato; questo evidenzia la paranoia che gradualmente andava impossessandosi di lui.[2][3] Se in alcuni brani la sua difesa di sé stesso si riduce all'affermazione dell'assoluta purezza e bontà della sua anima, quanto mai vicina a come l'ha fatta la natura, altri passi invece sono estremamente lucidi e contengono riflessioni filosoficamente significative sulla virtù e l'amor proprio.[2]
- In secondo luogo, Rousseau riafferma l'unitarietà della sua opera e la sua intima coerenza interna.[3] Questo punto è tuttora oggetto di discussioni, dal momento che all'interno della riflessione rousseauiana sembrano trovarsi alcune contraddizioni insanabili[3] (come lo statalismo di certi passi del Contratto sociale e l'idea di indipendenza predicata nell'Émile, oppure la critica alla civiltà del Discorso sulle scienze e le arti e la teorizzazione di una società equa nello stesso Contratto sociale).

L'opera Rousseau giudice di Jean-Jacques non venne scritta con lo scopo primario di essere pubblicata: una volta terminata, Rousseau decise di affidarla alla divina provvidenza e di lasciare il manoscritto sull'altare della cattedrale di Notre-Dame a Parigi. Vi si recò con questo intento il 24 febbraio 1776, ma trovò l'accesso al coro sbarrato da un'inferriata e dovette desistere dal suo tentativo.